# Тишинино
Тишинино— деревня в Медынском районе Калужской области Российской Федерации. Входит в сельское поселение «Село Кременское».

## Физико-географическое положение
Ближайшие населённые пункты: Еродово, Кременское, Насоново.

## Этимология
| 2002 | 2010 |
| ---- | ---- |
| 23   | ↘9   |

## История
По данным межевания на 1782 год Тишинина — деревня экономического ведомства, прежде принадлежавшая Святотроицкой Сергиевой лавре, в ней 37 дворов и 359 жителей.
В списке населённых мест Калужской губернии (1863) указана как казённая деревня Тишинина при речке Протомойке по левую сторону тракта из Медыни в Верею. В деревне 33 двора и 280 жителей. После реформы 1861 года вошла в Кременскую волость Медынского уезда. В 1870-х в ней насчитывалось 47 дворов и проживало 243 человека, имелась своя лавка.